# Polystachya neobenthamia
Polystachia neobenthamia é uma espécie de orquídea (Orchidaceae) terrestres e ocasionalmente litófitas da tribo Epidendreae. Distribui-se unicamente pela Tanzânia. Era anteriormente classificada como Neobenthamia gracilis no entanto sabe-se hoje que estão relacionadas geneticamente em meio às outras espécies de Polystachya de modo que o gênero Neobenthamia não pode mais ser aceito.

## Etimologia
Neobenthamia procede do grego neos, novo, sendo que a segunda parte do nome faz referência ao botânico inglês George Bentham.

## Publicação e sinônimos
- Polystachya neobenthamia Schltr. in O.Warburg (ed.), Kunene-Sambesi Exped.: 210 (1903)

Sinônimo homotípicos:
- Neobenthamia gracilis Rolfe, Gard. Chron., III, 10: 272 (1891)

Sinônimo heterotípicos:
- Polystachya holtzeana Kraenzl., Bot. Jahrb. Syst. 51: 392 (1914).

## Habitat
Esta orquídea é terrestre por vezes litófita, que se encontra unicamente na Tanzânia, onde é endêmica. Desenvolve-se entre as rochas entre e em zonas com certa umidade

## Descrição
A espécie Neobenthamia gracilis apresenta um aspecto de erva tropical, quando não está em flor. Produz uma inflorescência com cerca de 80 cm de altura que termina num denso ramo de flores brancas ou liláz pálido. Tem o labelo decorado com pontuações púrpura.
Em cultivo, pode-se-lhe induzir a floração proporcionando luz brilhante no princípio do verão. A planta propaga-se facilmente por gemas que se formam nos nódulos junto à inflorescência.